# Vicente Álvarez Areces
Vicente Alberto Álvarez Areces, né le 4 août 1943 à Gijón et mort le 17 janvier 2019 dans la même ville, est un homme politique espagnol membre du Parti socialiste ouvrier espagnol (PSOE)
Il est maire de Gijón entre 1987 et 1999, puis président de la principauté des Asturies jusqu'en juillet 2011. Quatre mois plus tard il est élu sénateur.

## Biographie

### Formation et premier emploi
Après avoir obtenu un diplôme de génie technico-électrique à l'école d'ingénieurs de Gijón, il passe avec succès sa licence de mathématiques à l'université de Saint-Jacques-de-Compostelle, et devient professeur de statistiques à l'université d'Oviedo.

### Initialement membre du Parti communiste
Membre du Parti communiste d'Espagne (PCE) depuis 1962, il est élu au comité central en 1969. Il est alors chargé d'organiser la première conférence régionale du parti dans les Asturies, où il devient secrétaire politique, fonction dont il est destitué à la suite des désaccords avec les Commissions ouvrières (CCOO).
Après les élections législatives du 15 juin 1977, il adopte une posture critique qui le conduit à quitter le comité central, puis le parti l'année suivante.

### Un haut fonctionnaire du ministère de l'Éducation
En 1983, il est nommé directeur du ministère de l'Éducation et de la Science dans les Asturies, puis il est promu, en 1985, chef du service d'inspection technique, avec rang de sous-directeur général. Il est placé en disponibilité deux ans plus tard.

### Le passage chez les socialistes
Il se présente en 1987 aux élections municipales dans la ville de Gijón, sous les couleurs du Parti socialiste ouvrier espagnol (PSOE). Il remporte le scrutin et devient ainsi maire de l'une des plus importantes villes des Asturies, succédant au socialiste José Manuel Palacio. Il confirme cette victoire aux élections de 1991 et 1995.

### Président des Asturies
Chef de file du PSOE aux élections autonomiques du 13 juin 1999, il remporte 46,7 % des voix, soit 12 points d'avance sur son principal adversaire, le conservateur Ovidio Sánchez, et 24 députés sur 45, soit la première majorité absolue depuis celle des élections de 1983. Le 20 juillet suivant, Vicente Álvarez Areces est investi à 55 ans président de la principauté des Asturies.
Au scrutin du 25 mai 2003, il recule à 41,4 % des voix et 22 sièges, soit une avance de trois élus mais moins d'un point sur le Parti populaire (PP). Il se maintient cependant au pouvoir au moyen d'une coalition avec la Gauche unie (IU).
Il postule pour un troisième mandat lors des élections autonomiques du 27 mai 2007, et confirme le statut du PSOE en tant que première force politique avec 43 % des suffrages et 21 sièges, seulement un de plus que le PP, toujours conduit par Ovidio Sánchez. Réinvesti à la présidence du gouvernement régional, il doit cependant attendre le 31 octobre 2008 avant de renouveler sa coalition avec IU, ce qui lui donne une assise parlementaire de 25 députés sur 45.

### Fin de carrière régionale
Conformément à ce que la presse avait laissé entendre en janvier 2009, il annonce le 8 juillet 2010 qu'il ne sera pas candidat à un quatrième mandat aux élections régionales de 2011. Pour ce scrutin, où il n'est même pas candidat à un mandat de député régional, il est remplacé par Javier Fernández, secrétaire général de la Fédération socialiste asturienne (FSA-PSOE) depuis 2000.
À l'issue des élections, c'est le conservateur Francisco Álvarez-Cascos, figure de la droite des années 1990 et désormais chef de file des régionalistes de centre droit, qui lui succède le 16 juillet 2011. Il établit alors le record de longévité et du nombre de mandats à la présidence de la communauté autonome.

### Sénateur
Deux mois plus tard, il est investi tête de liste socialiste au Sénat pour les élections générales du 20 novembre.
Au cours du scrutin, il remporte 179 350 voix, réalisant ainsi le quatrième meilleur résultat ce qui assure son élection à la chambre haute. Il siège à la commission de la Culture, où il est porte-parole du groupe socialiste entre janvier et février 2012, à la commission de l'Éducation et des Sports, où il est porte-parole à partir de février 2012, à la commission des Affaires latino-américaines, jusqu'en octobre 2014, et à la commission générale des communautés autonomes, à compter de juin 2012, et à la commission bicamérale pour l'Union européenne.
De nouveau candidat aux élections sénatoriales du 20 décembre 2015, il se fait réélire en recueillant 140 358 suffrages, soit le quatrième résultat des Asturies. Pour ce deuxième mandat, il est deuxième secrétaire de la commission générale des communautés autonomes, porte-parole à la commission de l'Éducation et des Sports, et siège à la commission de l'Industrie, de l'Énergie et du Tourisme.
Il se représente au cours des élections sénatoriales anticipées du 26 juin 2016 et s'assure un troisième mandat avec 143 840 voix, réalisant de nouveau le quatrième résultat dans les Asturies. Reconduit dans ses précédentes responsabilités, il quitte la commission de l'Industrie mais devient deuxième secrétaire de la commission de l'Équipement.
Le 10 octobre suivant, la direction provisoire du PSOE indique que Vicente Álvarez Areces est nommé porte-parole du groupe parlementaire socialiste au Sénat en remplacement d'Óscar López. Avec le retour de Pedro Sánchez au poste de secrétaire général du PSOE, il est lui-même remplacé par Andrés Gil García le 20 juin 2017.

### Mort
Il meurt le matin du 17 janvier 2019 dans sa ville natale, à l'âge de 75 ans, d'un accident vasculaire cérébral. L'annonce de son décès provoque de nombreuses réactions, notamment celles des souverains espagnols Felipe VI et Letizia Ortiz, du président du gouvernement Pedro Sánchez et des principales personnalités asturiennes. L'ancien président du gouvernement basque Patxi López souligne que c'est une semaine très triste pour les socialistes, leur ancien porte-parole parlementaire Eduardo Martín Toval ayant perdu la vie deux jours plus tôt,,.